# Cimitero dei Gonards
Il cimitero dei Gonards è un cimitero situato a Versailles. Operativo dal 1879, si estende su una superficie di 130000 m² e contiene al proprio interno oltre 12 000 tombe. Tra gli altri, vi sono sepolti Edith Wharton, Marc Allégret, Louis Blériot, Pietro Napoleone Bonaparte, Louise Bryant, Robert de Montesquiou-Fezensac.

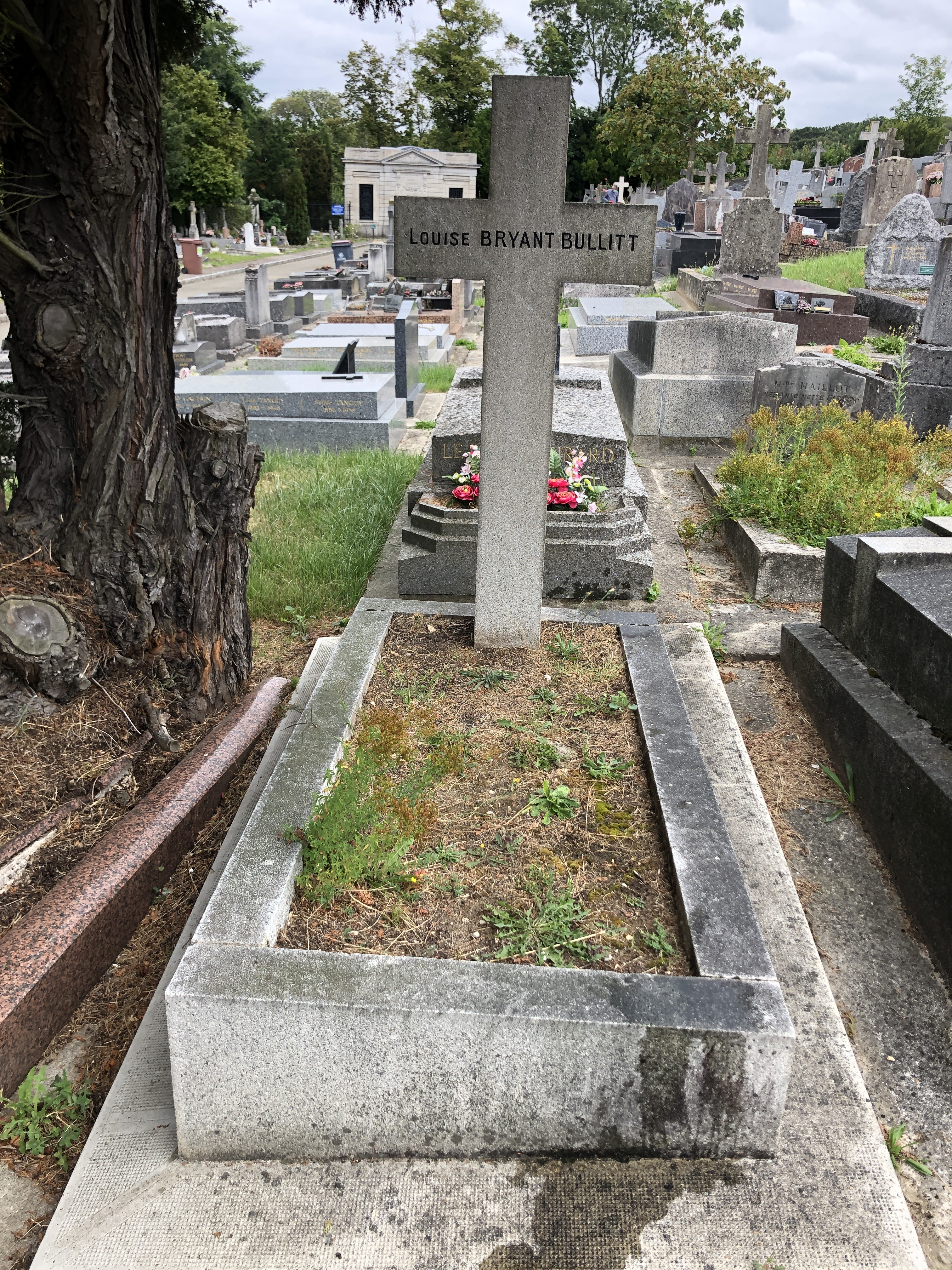
Tomba di Louise Bryant
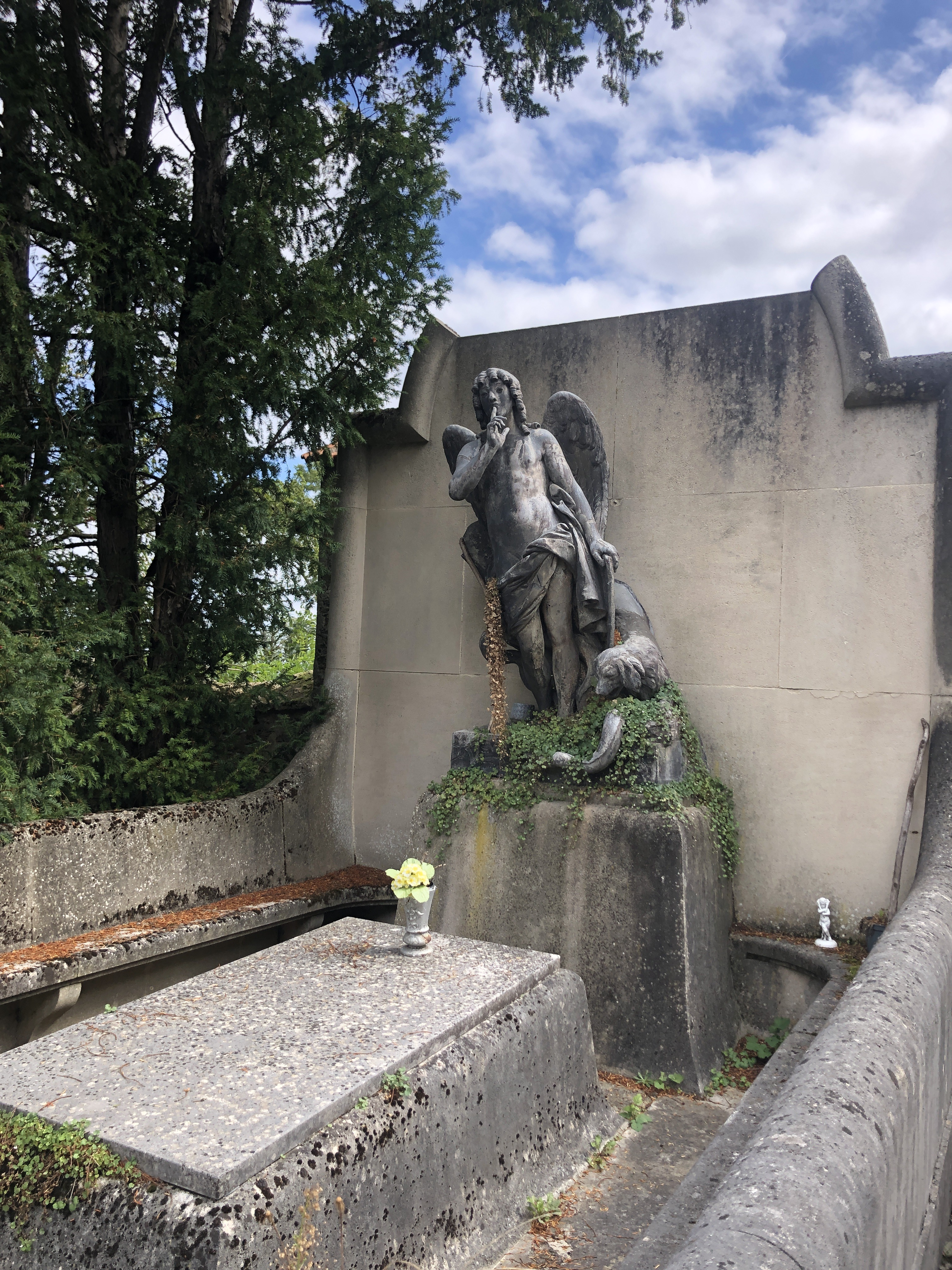
Tomba del conte Robert de Montesquiou
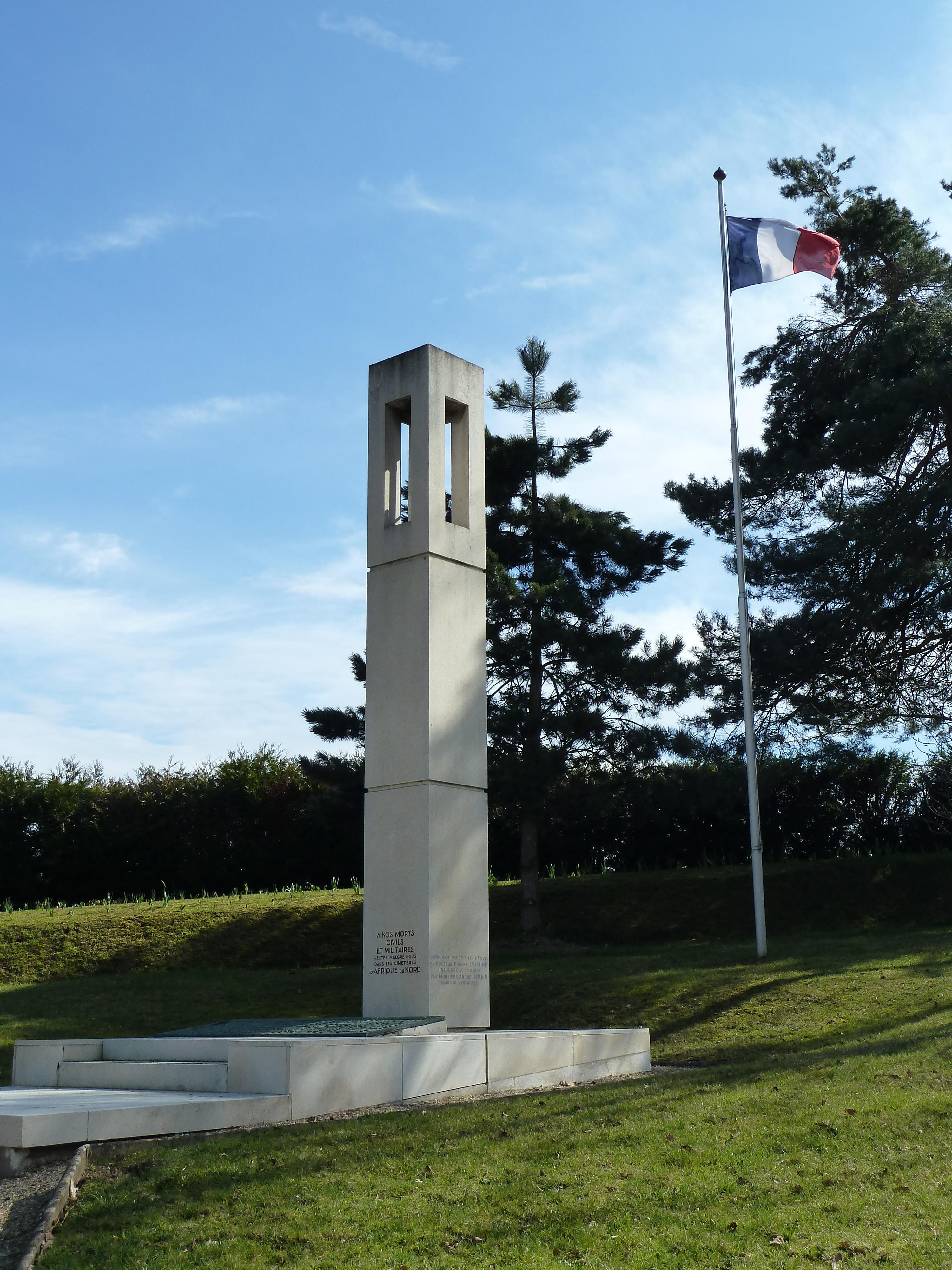
Monumento ai combattenti caduti del Nord Africa
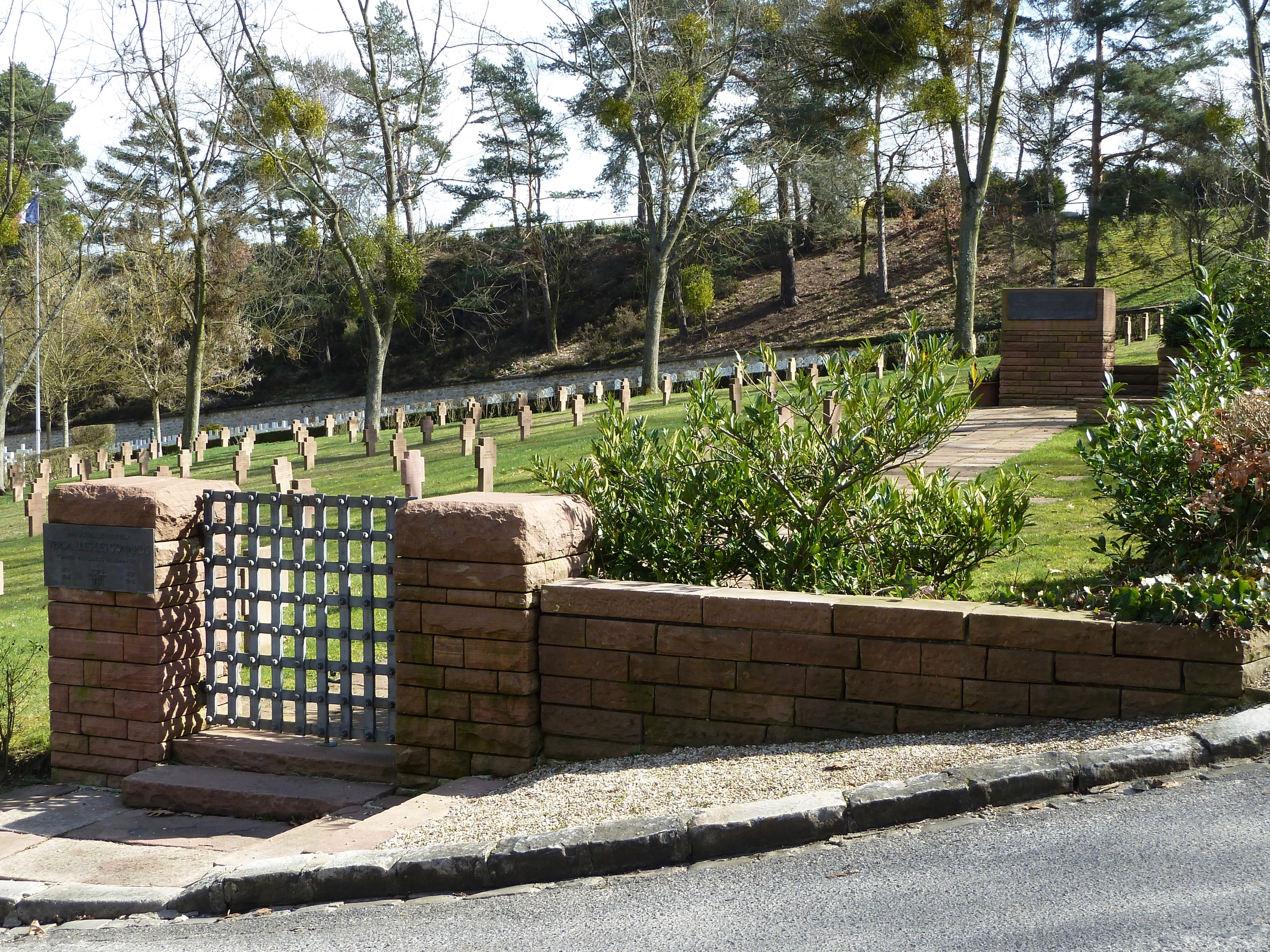
Tombe militari tedesche
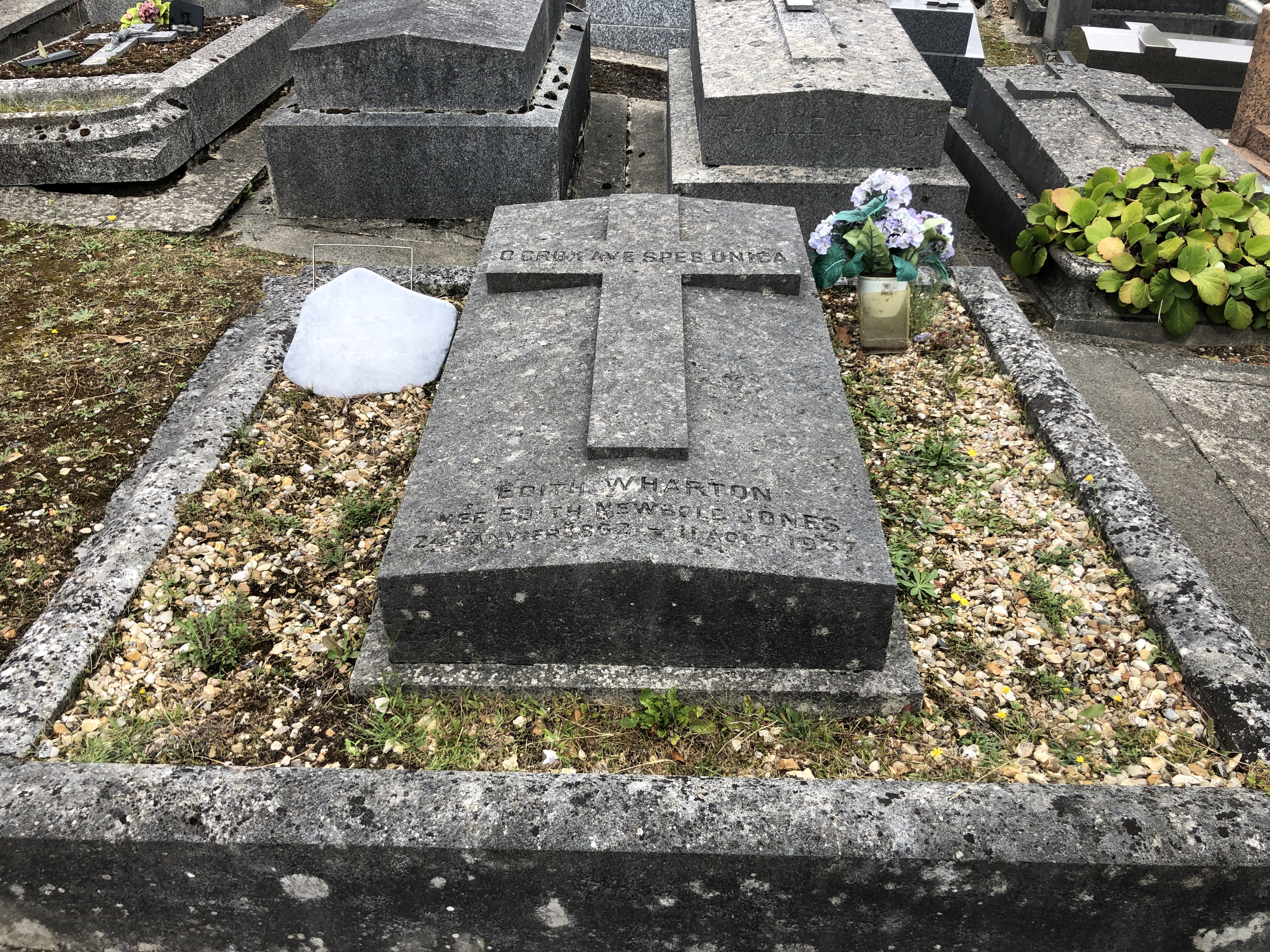
Tomba di Edith Wharton